# سشو (شهر اتریش)
سشو (به آلمانی: Söchau) یک منطقهٔ مسکونی در اتریش است که در هارتبرگ فورستنفلد واقع شده‌است. سشو ۱۸٫۱۸ کیلومتر مربع مساحت دارد ۲۷۳ متر بالاتر از سطح دریا واقع شده‌است.